# Montaquila
Montaquila község (comune) Olaszország Molise régiójában, Isernia megyében.

## Fekvése
A megye délnyugati részén fekszik. Határai: Colli a Volturno, Filignano, Monteroduni és Pozzilli.

## Története
A települést a 10-11. században alapították. Virágkorát a San Vincenzo al Volturno bencés apátság működése idején élte. A 14. századtól az iserniai grófok birtoka lett. Ebben az időszakban Montis Aquili néven volt ismert. A 19. század elején nyerte el önállóságát, amikor a Nápolyi Királyságban felszámolták a feudalizmust. Előbb a Terra di Lavoro része lett, majd 1861-ben csatolták Moliséhez.

## Népessége
A népesség számának alakulása:

## Főbb látnivalói
- Palazzo Ducale
- San Michele-templom
- Santa Maria Assunta-templom